# ميخائيل غريف
ميخائيل غريف (بالإنجليزية: Michael Grieve)‏ هو صحفي بريطاني، ولد في 25 يوليو 1932 في شتلاند في المملكة المتحدة، وتوفي في 18 أغسطس 1995.